# Nuncius (periodico)
Nuncius è una rivista quadrimestrale di storia della scienza pubblicata da Brill.

## Storia
La rivista nasce nel 1976 come Annali dell'Istituto e Museo di storia della scienza di Firenze per volere della direttrice Maria Luisa Righini Bonelli con l'intento di illustrare la strumentaria e la museografia storico-scientifica, e anche di sviluppare ricerche di più largo interesse in questo ambito.
Pubblicata dall'editore fiorentino Giunti, la rivista ospita contributi di studiosi europei e statunitensi in lingua originale e una ricca sezione di recensioni. Il primo fascicolo, dedicato al fondatore del Museo Andrea Corsini, esce in concomitanza con l'inaugurazione del nuovo e ampliato percorso espositivo.
A dieci anni dalla fondazione, la rivista cambia nome e veste editoriale: Nuncius: annali di storia della scienza viene pubblicata da Olschki con la supervisione di un comitato scientifico internazionale. A chiusura delle principali sezioni della rivista diventa regolare la pubblicazione del resoconto delle attività del Museo di Storia della Scienza, oggi Museo Galileo.
Nel 2005 la vocazione internazionale di Nuncius diventa ancora più marcata con l'assunzione dell'inglese come lingua editoriale e di un diverso sottotitolo: Journal of the history of science.
Nel 2011 la rivista si trasferisce a Leida presso l'editore Brill, mantenendo la sede editoriale presso il Museo Galileo, e cambia il sottotitolo in Journal of the material and visual history of science, sottolineando il marcato interesse della rivista per le fonti materiali e visive, come gli strumenti scientifici, le collezioni e le interazioni fra arte e scienza.

## Le collane della rivista
Dal 1977 al 1984 sono usciti sette supplementi a carattere monografico riuniti nella serie Monografie dell'Istituto e Museo di Storia della Scienza, dedicate prevalentemente all'approfondimento di tematiche legate a Galileo e all'Accademia del Cimento.
Con il cambiamento del nome della rivista viene inaugurata una nuova collana, Biblioteca di Nuncius. Studi e testi, che a partire dal 1989 pubblica ricerche di storia della scienza e della tecnica ed edizioni di fonti storiche corredate da apparati critici.

## Direttori
La rivista ha avuto i seguenti direttori:
- Maria Luisa Righini Bonelli (1976-1981)
- Paolo Galluzzi (1982-2004)
- Marco Beretta (2005-2016)
- Maria Conforti (2017-2020)
- Elena Canadelli (2021-    )